# NGC 3756
NGC 3756 је спирална галаксија у сазвежђу Велики медвед која се налази на NGC листи објеката дубоког неба.
Деклинација објекта је + 54° 17' 39" а ректасцензија 11h 36m 47,8s. Привидна величина (магнитуда) објекта NGC 3756 износи 11,2 а фотографска магнитуда 12,0. Налази се на удаљености од 22,633 милиона парсека од Сунца. NGC 3756 је још познат и под ознакама UGC 6579, MCG 9-19-134, CGCG 268-63, KUG 1134+545, IRAS 11340+5434, PGC 35931.